# 中峠国夫
中峠 国夫（なかたお くにお、1903年（明治36年）3月13日 - 没年不詳）は、日本の政治家。衆議院議員を1期務めた。

## 経歴
広島県出身。苦学の末、旧制広島高等学校、京都帝国大学（文学士）、東京帝国大学（工学士）卒業。
計15回の選挙に立候補するが、当選は1952年の第25回衆議院議員総選挙の1回のみであった。文部大臣秘書官。

## 選挙歴
| 執行日         | 選挙                    | 所属党派   | 選挙区       | 当落 |
| -------------- | ----------------------- | ---------- | ------------ | ---- |
| 1947年4月20日  | 第1回参議院議員通常選挙 | 無所属     | 全国区       | 落   |
| 1949年1月23日  | 第24回衆議院議員総選挙  | 国民協同党 | 旧愛知2区    | 落   |
| 1950年6月4日   | 第2回参議院議員通常選挙 | 無所属     | 全国区       | 落   |
| 1951年4月30日  | 愛知県知事選挙          | 無所属     | ---          | 落   |
| 1952年10月1日  | 第25回衆議院議員総選挙  | 無所属     | 旧愛知2区    | 当   |
| 1953年4月19日  | 第26回衆議院議員総選挙  | 自由党     | 旧愛知2区    | 落   |
| 1955年2月27日  | 第27回衆議院議員総選挙  | 無所属     | 旧愛知2区    | 落   |
| 1956年7月8日   | 第4回参議院議員通常選挙 | 無所属     | 全国区       | 落   |
| 1959年6月2日   | 第5回参議院議員通常選挙 | 無所属     | 愛知県選挙区 | 落   |
| 1960年9月18日  | 名古屋市長選挙          | 無所属     | ---          | 落   |
| 1960年11月20日 | 第29回衆議院議員総選挙  | 無所属     | 旧愛知2区    | 落   |
| 1963年11月21日 | 第30回衆議院議員総選挙  | 無所属     | 旧愛知1区    | 落   |
| 1965年7月4日   | 第7回参議院議員通常選挙 | 無所属     | 全国区       | 落   |
| 1967年1月29日  | 第31回衆議院議員総選挙  | 公明党     | 旧愛知2区    | 落   |
| 1968年7月7日   | 第8回参議院議員通常選挙 | 無所属     | 全国区       | 落   |